# Дехвірі
Дехвірі (груз. დეხვირი) — село в Грузії.
За даними перепису населення 2014 року в селі проживає 179 осіб.